# Accroche-Cœurs
Pour l’article ayant un titre homophone, voir Accroche-cœur.
Les Accroche-Cœurs sont un festival français annuel de théâtre de rue se déroulant à Angers, ville de Maine-et-Loire en région Pays de la Loire. Créé en 1999, il a lieu chaque fin d'été dans les rues de la ville.
Organisé par la ville d'Angers, la manifestation s'articule autour de spectacles de théâtre de rue et de festivités artistiques et culturelles en plein air.

## Présentation
Ce festival angevin de théâtre de rue se veut une fête populaire, au cours de laquelle les spectacles sont entièrement gratuits. Il a pour particularité de mettre en décors la ville en fonction de chaque thème, les spectateurs y étant associés.
Chaque année un nouveau thème est proposé, ensuite mis en scène et en décors.

## Historique
Les Accroche-Cœurs voient le jour en 1999,. Organisé par la ville d'Angers, le festival est d'abord placé sous la direction artistique de la Compagnie Jo Bithume, puis en 2010 c'est la société Acqua Viva Production qui en prend la suite,,.
Au début des années 2010, il attire plus de 200 000 festivaliers,,. En 2014, l'édition des Accroche-Cœurs attire 240 000 personnes dans les rues d'Angers, puis 220 000 l'année suivante.
En 2016, c'est l'agence Le Loup Blanc qui succède à Acqua Viva pour la programmation artistique. Un nouveau dispositif est lancé à l'occasion de cette édition 2016, « Adopte un(e) artiste », avec pour objectif de rapprocher les commerçants et les artistes souhaitant se produire lors des festivités.

## Fonctionnement
De 1999 à 2009, la direction artistique est assurée par la compagnie angevine Jo Bithume, dont Pierre Dolivet est le directeur artistique. À partir de 2010, cette tâche est confiée à la société Acqua Viva Production, dirigée par Philippe Violanti,,. L'organisation est assurée par la direction de l'Action culturelle de la ville d'Angers.
La municipalité reprend en 2016 la direction artistique du festival, et la programmation artistique est confiée à l'agence niortaise Le Loup Blanc, dirigée par Jacques Humbert.
En 2023, la direction artistique est donnée à Marie Driaux, de l'entreprise tourangelle Kreatio.
Le festival propose de nombreux projets, et fait appel des comédiens, des danseurs, des musiciens et des plasticiens.
En 2015, le budget total de la manifestation est d'un peu plus d'un million d'euros, dont 237 500 € par an pour la direction artistique ; budget total ramené l'année suivante à 950 000 €.

## Au fil des éditions
La 1re édition, en 1999, propose vingt représentations, huit compagnies et quarante représentations de fanfares.
L'édition suivante, en 2000, propose quarante-cinq représentations, avec dix-sept compagnies et quarante représentations de fanfares.
En 2001, le thème retenu est Le Mariage. Quinze compagnies y participe sur quarante-cinq représentations, ainsi que vingt-cinq représentations de fanfares.
L'année suivante le thème est Angers sur mer, avec plusieurs mises en scène comme des bateaux accrochés au milieu des places, des méduses volants entre des immeubles, etc. L'édition 2002 propose vingt compagnies, cinquante représentations, des projections de films, et vingt-cinq représentations de fanfares.
En 2003, le thème présenté est La végétation envahit la ville. On y voit vingt-et-une compagnies, soixante représentations, des projections de films et soixante représentations de fanfares.
Le voyage imaginaire est le thème de l'année suivante. Cette édition 2004 propose vingt-deux compagnies, soixante-dix représentations, des projections de films et cinquante-cinq représentations de fanfares.
En 2005, le thème présenté est Tombé du ciel. S'y succèdent, seize compagnies en soixante-six représentations, des projections de films, et soixante représentations de fanfares.
Plus de 170 000 personnes assistent aux spectacles de rue donnés par les différentes troupes de l'édition 2006. Le thème est La vie en rose. Plusieurs lieux sont drapés de rose, des arbres, des fontaines et un éléphant, et une vieille Coccinelle Volkswagen installée dans le kiosque à musique du jardin du Mail. S'y succèdent dix-sept compagnies, cinquante représentations, des projections de films, et soixante-dix-sept représentations de fanfares.
Le thème de l'année suivante est Les Accroche-Cœurs s'enflamment. On voit au cours de cette édition 2007, dix-huit compagnies, cinquante représentations, des projections, et cinquante-sept représentations de fanfares. Des spectacles sont présentés de jour et de nuit.
En 2008, 10e édition, le thème est Vent de folie. Chaque soir un épisode de l'histoire de Neige et Sable se déroule sur la Maine,.

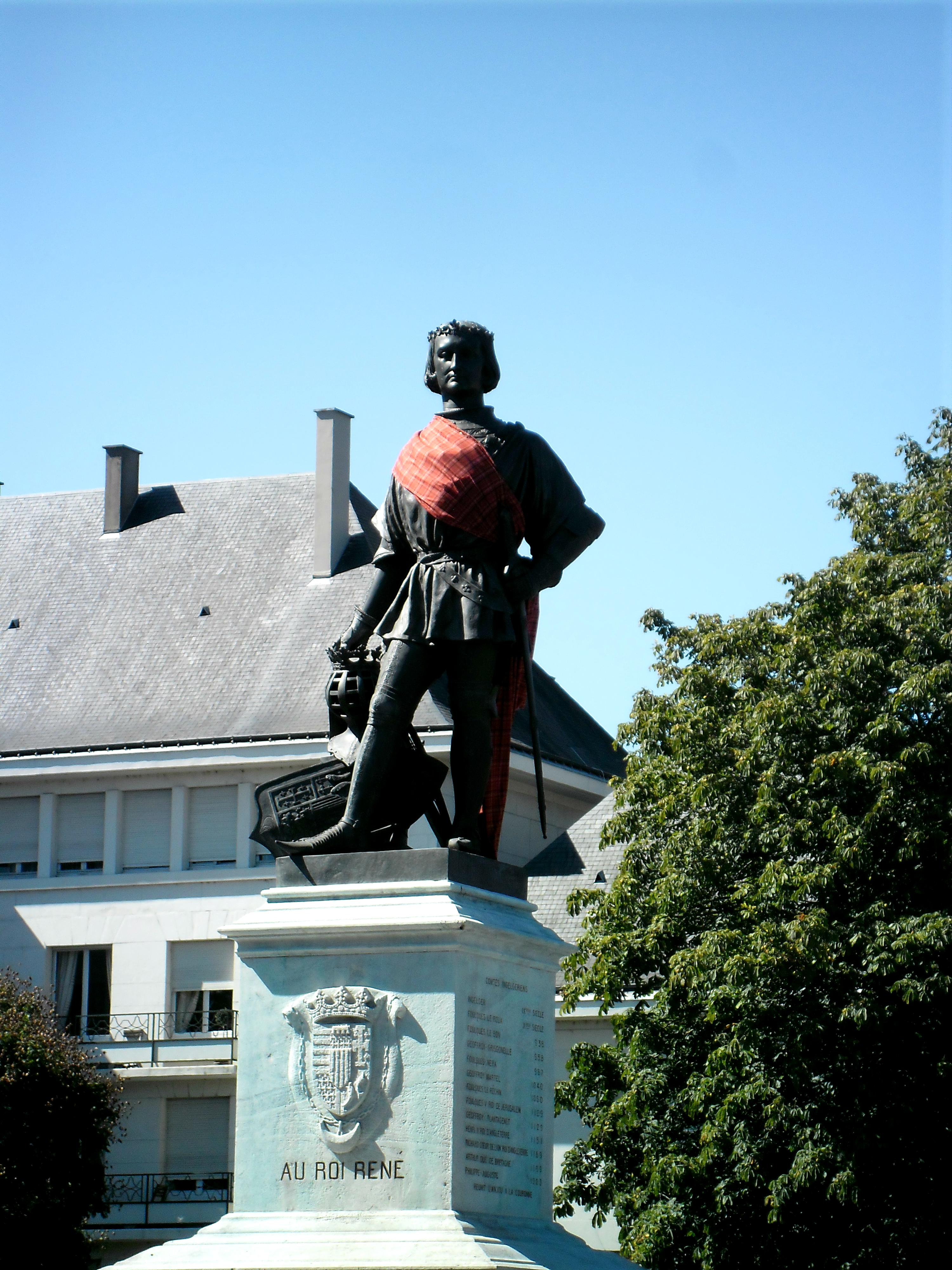
Le roi René sous les couleurs des Gens du Nord (2012).

L'année suivante, en 2009, le thème s'axe sur les Anges et Démons. Cette édition est la dernière de la compagnie angevine Joe Bithume,.
En 2010, la direction artistique passe aux mains de la société rennaise Acqua Viva Production dirigée par Philippe Violanti, associée pour cette édition à la société des fêtes d'Angers. La nouvelle équipe organise les festivités autour des 4 points cardinaux. Pour cette douzième édition, c'est le thème le Sud qui est choisi, avec une programmation laissant une grande place à la participation des Angevins (environ 900 bénévoles),. On peut notamment retenir de cette édition, les grands spectacles du soir, les différents rendez-vous en flash mob, tel l'encerclement du château d'Angers par 1 500 personnes, et une équipe d'escaladeurs, ainsi qu'une nouvelle organisation tendant à recentrer les animations autour des berges de Maine.
Le thème retenu pour 2011 est l'Est. La fin des travaux du tramway en centre-ville permet à cette édition de renouer avec des places de vie angevine telle la place du Ralliement, occupée depuis plus de deux ans. Un défi y est lancé aux spectateurs, la Tolstoïade, dont le but est de lire l'intégralité de Guerre et Paix de Léon Tolstoï, en extérieur. Durant les quarante-six heures que durent les festivités, ce sont cent-quarante-trois lecteurs qui se succèdent, le tout retransmis en direct sur Internet.
En 2012, les Accroche-cœurs ont pour titre Gens du Nord, les spectateurs pouvant assister à près de cinquante propositions artistiques venues d'Angleterre, des Pays-Bas, de Normandie, du Nord-Pas-de-Calais. Comme la Tolstoïade en 2011, le fil rouge de l'édition 2012 est la Pétition Plantagenêt, une pétition réclamant à la reine d'Angleterre et au gouvernement britannique les joyaux de la Couronne d'Angleterre, comme réparation à l'assassinat par les Tudors en 1499 du dernier prétendant Plantagenêt, Édouard Plantagenêt. La pétition, lancée plusieurs mois avant le festival, a connu un certain retentissement dans la presse nationale et internationale, notamment anglaise,,,,,,,,,,,,,,.
L'année suivante, la 15e édition a pour thème vers l'Ouest, et propose deux-cents rendez-vous artistiques et festifs, en invitant à revêtir « la plume »,,.
En 2014, les organisateurs présentent quarante compagnies sur près de cent-quatre-vingts représentations en tous genres : cirque, théâtre de rue, danse, musique, etc. Son moment fort en est le The Color of Time, où les Angevins sont invités à repeindre la place du Ralliement. Au cours de cette édition, le spectacle Les Squames déclenche une polémique et l'intervention des services de la mairie,. C'est aussi au cours de cette édition que la fanfare Jo Bithume fait ses adieux.
Le festival angevin des arts de la rue 2015, qui se déroule du 11 au 13 septembre, reçoit quarante compagnies (trois-cent-cinquante artistes et techniciens) qui produisent près de deux-cents représentations. La thématique retenue est l'Odyssée végétale,.
En 2016, la programmation artistique des Accroche-Cœurs change de mains. Après six ans de direction artistique, la société Acqua Viva, candidate à sa propre succession, n'ai pas été retenue. C'est une structure niortaise, l'agence événementielle Le Loup Blanc, qui assure la programmation des éditions suivantes.
La 18e édition se déroule du 9 au 11 septembre 2016 avec une quarantaine de spectacles et pour thème L'Apocalypse !.. ou pas, en raison du cinquantenaire de la mort de Jean Lurçat, auteur du Chant du monde exposé au musée de la tapisserie contemporaine à Angers,. Les trois jours de festivités réunissent environ 250 000 festivaliers.
Le thème de l'édition 2017 (8, 9 et 10 septembre) est annoncé comme étant So British.

### Filmographie
- Si les Accroche-Cœurs..., documentaire de 52 minutes sur les intermittents du spectacle en crise pendant le festival 2003, réalisé par Karen Bellanger, produit par 24 images en 2003.
- Rue des Accroche-Cœurs, documentaire de 52 minutes sur le festival de 2005, réalisé par Thierry Marchadier, produit par 1+1 Production en 2006.
- Noces de Neige et de Sable, documentaire de 52 minutes à partir du thème du festival de 2008, réalisé par Thierry Marchadier, produit par 1+1 Production en 2009.